# 西沙空县
西沙空县，是泰国南部那拉提瓦府的一个县。总面积500.1平方公里，总人口31576人，人口密度63.1人/平方公里（2005年）。

## 行政区划
西沙空县辖有6个区，39个村。